# Ferran Puig-Mauri i Gisbert
Ferran Puig i Mauri, marquès consort de Santa Ana (Barcelona, 16 de gener de 1871 - Madrid, 20 d'abril de 1921) fou un aristòcrata, advocat i polític català, diputat a les Corts Espanyoles durant la restauració borbònica.
Fill natural de Concepció Maurí i Vidal natural de Vilafranca del Penedès que després es casà amb Ferran Puig i Gibert i li va donar el cognom.
El 1897 fou elegit regidor de l'Ajuntament de Madrid i nomenat Primer Tinent d'Alcalde. El 1899 fou un dels fundadors de la Sociedad Omníbus de Madrid i el 1904 presidí l'Azucarera del Jalón, creada per Josep Sunyol i Casanovas per a enfrontar-se al monopoli de la Sociedad General Azucarera Española. Fou diputat del Partit Conservador pel districte de Puigcerdà a les eleccions generals espanyoles de 1896, 1898, 1899, 1901, 1903 i 1905. El 1914 fou nomenat senador vitalici per la província de Jaén, però va perdre la condició per no poder demostrar que tenia casa a la província. Va presidir la Inspecció General de l'Ensenyament.
Es va casar amb Florentina de Santa Ana y Vergara, 2a marquesa de Santa Ana, passant a ser marquès consort de Santa Ana. Florentina de Santa Ana era filla de Manuel María de Santa Ana y Rodríguez, fundador del conegut diari La correspondencia de España. Ferran i Florentina van tenir cinc fills: Florentina, Lluís (3r marquès de Santa Ana), Ferran (1899-1973, 4t marquès de Santa Ana), Maria i Esperança.
Ferran Puig-Mauri i Gisbert va morir el 20 d'abril de 1921 a Madrid, després d'una llarga malaltia.